# Беззубовская волость
Беззубовская волость — волость в составе Богородского уезда Московской губернии. В 1921 году была передана в состав Егорьевского уезда Рязанской губернии. Существовала до 1922 года. Центром волости была деревня Беззубово.
По 9-й ревизской сказке 1850 года волость именовалась Дубровской.
По данным 1890 года, в деревне Беззубово размещались волостное правление, квартира урядника и земская школа. Ещё одна земская школа была в селе Гридино.
В состав волости вошли селения Абрамовка, Ащерино, Барышово, Беззубово, Ботагово, Горшково, Гридино, Зевнево, Ивашищево, Игнатово, Костенёво, Нареево, Панкратовская, Устьяново, Цаплино, Шувоя и Юрятино.
По данным 1919 года, в Беззубовской волости было 16 сельсоветов: Абрамовский, Ащеринский, Барышевский, Беззубовский, Ботаговский, Горшковский, Гридинский, Зевневский, Иванищевский, Игнатовский, Нареевский, Панкратовский, Устьяновский, Цаплинский, Шувойский, Юрятинский.
5 января 1921 года Беззубовская волость была передана в Егорьевский уезд Рязанской губернии.
4 мая 1922 года Егорьевский уезд был передан в Московскую губернию. 22 июня 1922 года Беззубовская волость была упразднена путём присоединения к Ильинской волости того же уезда.